# Niccolò Segota
Niccolò Segota (Zara, 29 luglio 1911 – Milano, 4 luglio 1984) è stato un pittore italiano.

## Biografia
Niccolò Segota (pronuncia Ségota), dopo il diploma di motorista di aviazione, grazie ad una borsa di studio elargitogli dalla ditta dalmata Luxardo nel 1928 può frequentare l'ISIA, l'innovativa scuola d'arte e design da poco istituita a Monza. 
Allievo di Zovetti, di Semeghini e di De Grada, si diploma nel 1933 collaborando anche come assistente all'attività dell'istituto.
Prende parte alla vita artistica milanese e si dedica a lavori di decorazione e di grafica pubblicitaria.
I suoi lavori degli anni '30 sono principalmente studi di figura, nudi ma anche soggetti dedicati al tema dell'aviazione. 
Di questi anni si ricorda anche il ritratto di Michelangelo Luxardo, oggi conservato nel Museo popolare di Zara.
Negli anni '40 i suoi temi risentono del clima bellico e della malinconia verso i suoi luoghi nativi.
Il dopoguerra lo vede aderire al Gruppo degli Indipendenti con Anselmo Bucci, Natalia Mola e Antonio Arosio. Con il gruppo prende parte a numerose esposizioni.
Si dedica all'insegnamento del disegno e della pittura murale: suo è uno degli affreschi che decorano il ricostruito Teatro Manzoni di Milano. 
Si dedica soprattutto alla grafica e alla pittura da studio con lavori a olio, tempera e collages.
Muore a Milano all'età di 73 anni.
Nel 2003 la città di Monza gli dedica un'ampia mostra antologica con lavori dal 1930 al 1980 nel Serrone della Villa Reale.